# Wola Wiśniowa
Wola Wiśniowa – wieś w Polsce położona w województwie świętokrzyskim, w powiecie włoszczowskim, w gminie Włoszczowa.
| SIMC    | Nazwa    | Rodzaj     |
| ------- | -------- | ---------- |
| 0278764 | Kolejowa | część wsi  |
| 0278793 | Podlipie | przysiółek |
| 0278770 | Zapłocie | część wsi  |
| 0278787 | Zielonka | część wsi  |

W latach 1975–1998 miejscowość administracyjnie należała do województwa kieleckiego.